# Paracelis
Paracelis (Bayan ng Paracelis) är en kommun i Filippinerna. Kommunen tillhör Bergsprovinsen och ligger på ön Luzon. Folkmängden uppgår till 18 985 invånare.
Paracelis är indelat i 9 barangayer.